# Eber Moas
Eber Alejandro Moas Silvera (Montevideo, 21 de marzo de 1969) es un exfutbolista uruguayo. Jugó como defensa central y militó en diversos clubes de Uruguay, Argentina, Brasil, Colombia y México, además de jugar en la Selección de fútbol de Uruguay, con la que ganó la Copa América 1995, realizada en su país. También participó con su selección, en la Copa América de 1991 en Chile, 1993 en Ecuador y 1997 en Bolivia.

## Trayectoria
Eber Moas debutó profesionalmente como futbolista en 1988 con el Danubio Fútbol Club de Montevideo, donde permaneció hasta 1991 cuando pasó a jugar para el Club Atlético Independiente de la República Argentina. En 1994 se incorporó al plantel del América de Cali en Colombia, donde jugaría durante todo 1995, antes de dar el salto al fútbol mexicano en el Club de Fútbol Monterrey, donde estuvo entre 1996 y 1997. Luego de esto tendría un fugaz pasaje por el Vitória Futebol Clube de Brasil durante el resto de 1997, para volver al Monterrey mexicano durante una sola temporada en 1998.
También en 1998 volvería a su país natal para jugar nuevamente en Danubio, el club que lo viera debutar profesionalmente diez años antes. En esta oportunidad se mantuvo en el club hasta el año 2002. Tras un período inactivo, volvería al fútbol en 2005, jugando para el Racing Club de Montevideo hasta el 2006, y finalmente formaría parte del Club Atlético Rentistas durante el 2007, donde terminaría su carrera profesional.

## Selección nacional
Con la selección de fútbol de Uruguay Eber Moas jugaría un total de 48 partidos, debutando el 27 de septiembre de 1988 contra la selección de Ecuador, y jugando su último encuentro con la camiseta celeste el 20 de julio de 1997 contra la selección de Bolivia.
En todos sus partidos con la selección uruguaya contabilizó un total de 4.005 minutos en el campo de juego, participando de cuatro Copas América: Chile 1991, Ecuador 1993, Uruguay 1995 (donde se consagraría campeón) y Bolivia 1997.

### Participaciones enCopa América
| Copa              | Sede    | Resultado        | Partidos | Goles |
| ----------------- | ------- | ---------------- | -------- | ----- |
| Copa América 1991 | Chile   | Fase de grupos   | 4        | 0     |
| Copa América 1993 | Ecuador | Cuartos de final | 4        | 0     |
| Copa América 1995 | Uruguay | Campeón          | 6        | 0     |
| Copa América 1997 | Bolivia | Fase de grupos   | 3        | 0     |

## Clubes
| Club                 | País      | Año       |
| -------------------- | --------- | --------- |
| Danubio              | Uruguay   | 1988-1991 |
| Independiente        | Argentina | 1992-1994 |
| América de Cali      | Colombia  | 1995      |
| Monterrey            | México    | 1996-1997 |
| Vitória              | Brasil    | 1997      |
| Monterrey            | México    | 1998      |
| Danubio              | Uruguay   | 1998-2002 |
| Racing de Montevideo | Uruguay   | 2005-2006 |
| Rentistas            | Uruguay   | 2007      |

## Palmarés

### Campeonatos nacionales
| Título              | Equipo        | País      | Año  |
| ------------------- | ------------- | --------- | ---- |
| Torneo Competencia  | Danubio       | Uruguay   | 1988 |
| Campeonato Uruguayo | Danubio       | Uruguay   | 1988 |
| Torneo Clausura     | Independiente | Argentina | 1994 |
| Campeonato Baiano   | Vitória       | Brasil    | 1997 |

### Campeonatos internacionales
| Título                 | Selección     | Sede      | Año  |
| ---------------------- | ------------- | --------- | ---- |
| Supercopa Sudamericana | Independiente | Argentina | 1994 |
| Copa América           | Uruguay       | Uruguay   | 1995 |